# Polana pendula
Polana pendula är en insektsart som beskrevs av Delong och Freytag 1972. Polana pendula ingår i släktet Polana och familjen dvärgstritar. Inga underarter finns listade i Catalogue of Life.